# Secret Service (hudební skupina)
Secret Service je švédská popová skupina založená roku 1979 ve Stockholmu. Skupinu tvoří zpěvák Ola Håkansson, klávesista a zpěvák Tim Norell a Ulf Wahlberg, kytarista Tonny Lindberg, baskytarista Leif Paulsén a bubeník Leif Johansson. Na počátku 80. let kapela slavila úspěchy s hity „Oh, Susie“, „Ten O'Clock Postman“ a „Flash in the Night“. Úspěchy slavila hlavně v Německu, Francii a Japonsku, dále pak v Jižní Americe a Sovětském svazu.

## O skupině
Hit „Oh, Susie“ vyšel v srpnu roku 1979 a ve Švédsku získal 1. místo. Když stanice Radio Luxembourg zařadil do vysílání singl „Oh, Susie“, brzy se začal rozšiřovat mezinárodně a hit se stal nejlepším v 29 zemích. Další hit „Ten O'Clock Postman“ se stal druhým v Německu a Japonsku.

## Diskografie

### Studiová alba
- Oh Susie (1979)
- Ye Si Ca (1981)
- Cutting Corners (1982)
- Jupiter Sign (1984)
- When the Night Closes In (1985)
- Aux Deux Magots (1987)
- The Lost Box (2012)

### Kompilační alba
- Greatest Hits (2012)
- Sonets Guldskiveartister (1984)
- Collection (1987)
- Spotlight (1988)
- The Very Best Of (1998)
- Top Secret – Greatest Hits (2000)
- En Popklassiker (2002)

### Singly
- Oh Susie (1979)
- Ten O'Clock Postman (1979)
- Darling, Your My Girl (1979)
- Ye Si Ca (1980)
- L.A. Goodbye (1981)
- Flash in the Night (1981)
- Cry Softly (Time Is Mourning) (1981)
- If I Try (1982)
- Dancing In Madness (1982)
- Do It (1983)
- Jo-Anne, Jo-Anne (1983)
- How I Want You (1984)
- Let Us Dance Just a Little Bit More (1985)
- When the Night Closes In (1985)
- Night City (1986)
- The Way You Are (Ola Håkansson & Agnetha Fältskog)
- Say, Say (1987)
- I'm So, I'm So, I'm So (I'm So in Love with You) (1987)
- Don't You Know, Don't You Know (1988)
- Megamix (1990)
- The Dancer (2000)
- Different (2009)
- Satellites (2010)
- Go On (2019)
- Secret Mission (2020)
- Lit de Parade (2021)